# Anne-Louis Girodet

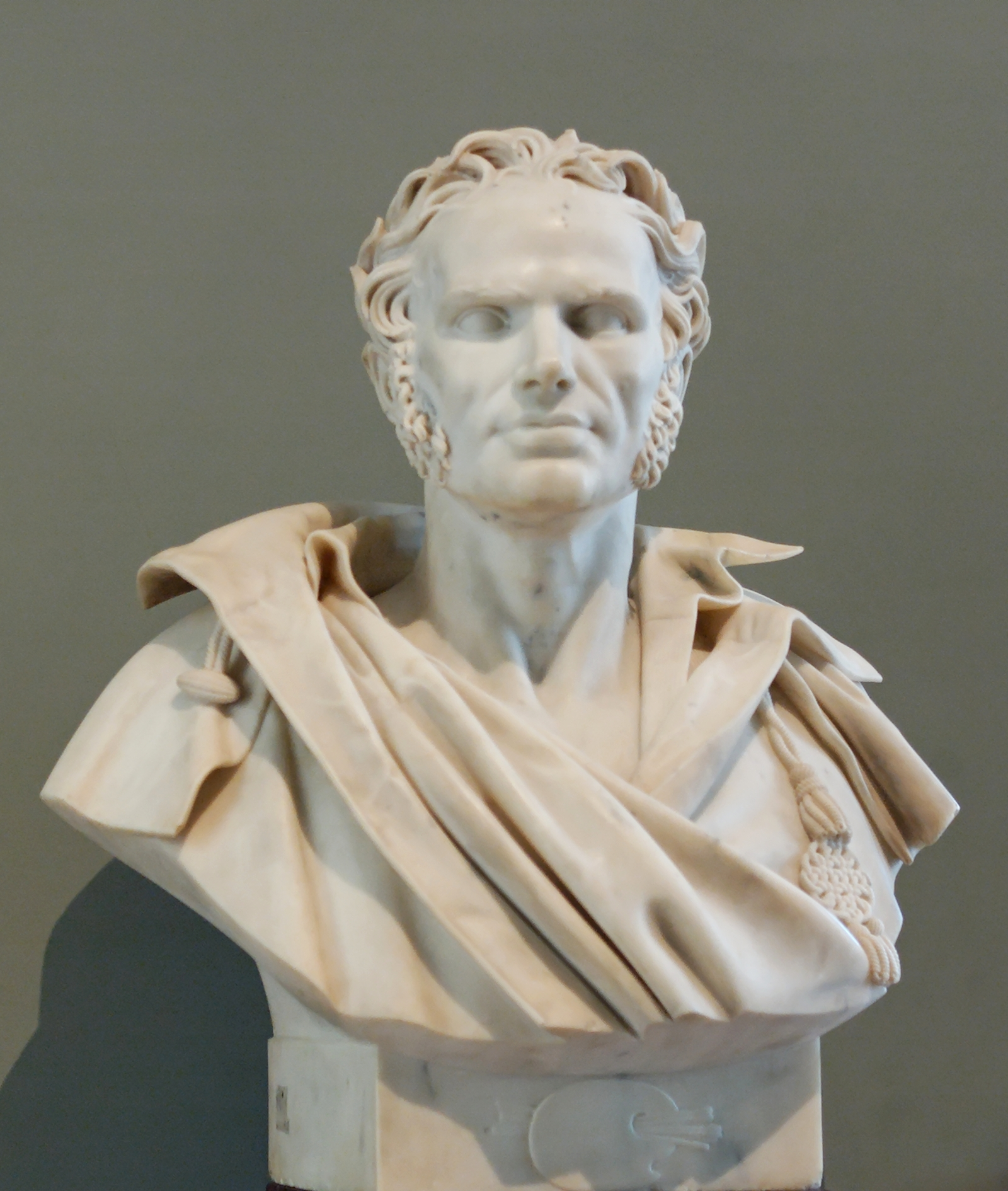
Busto de Girodet, por Jean-Baptiste Roman, Museu do Louvre.

Anne-Louis Girodet (Montargis, 5 de janeiro de 1767 — Paris, 9 de dezembro de 1824), de seu nome completo Anne-Louis Girodet de Roussy-Trioson,  também conhecido por Anne-Louis Girodet de Roucy-Triosson e por  Anne-Louis Girodet-Trioson ou apenas Girodet-Trioson), foi um pintor francês, aluno de Jacques-Louis David, e um dos precursores do movimento romântico na pintura francesa ao introduzir elementos de eroticismo nas suas obras. Destacou-se pelo seu estilo preciso e claro e por ter sido o retratista preferido da família de Napoleão Bonaparte. A obra de Girodet-Trioson situa-se na charneira das duas grandes correntes artísticas do século XIX: a procura da beleza ideal segundo os cânones clássicos da pintura, na linha da pintura neoclássica do seu mestre Jacques Louis David, e uma vontade decidida de inovar. As suas obras estão impregnadas de uma graça e de um lirismo singulares, em harmonia com o espírito da sua época, prefigurando o romantismo.

## Biografia
Girodet-Trioson nasceu em Montargis, a 5 de janeiro de 1767. Ficou órfão muito cedo, cabendo a sua tutela e educação ao médico M. Trioson, "medecin-de-mesdames," por quem foi mais tarde adoptado, adicionando, a partir de 1812, o seu apelido de família.
Começou os seus estudos pela área da arquitectura, aparentemente procurando seguir uma carreira militar. Mudaria de opinião, fazendo estudos preliminares de pintura sob a orientação de um pintor parisiense chamado Luquin, entrando pouco depois, quando tinha 18 anos de idade, para a escola de Jacques-Louis David, da qual foi um dos alunos mais talentosos. 

### A estadia em Itália

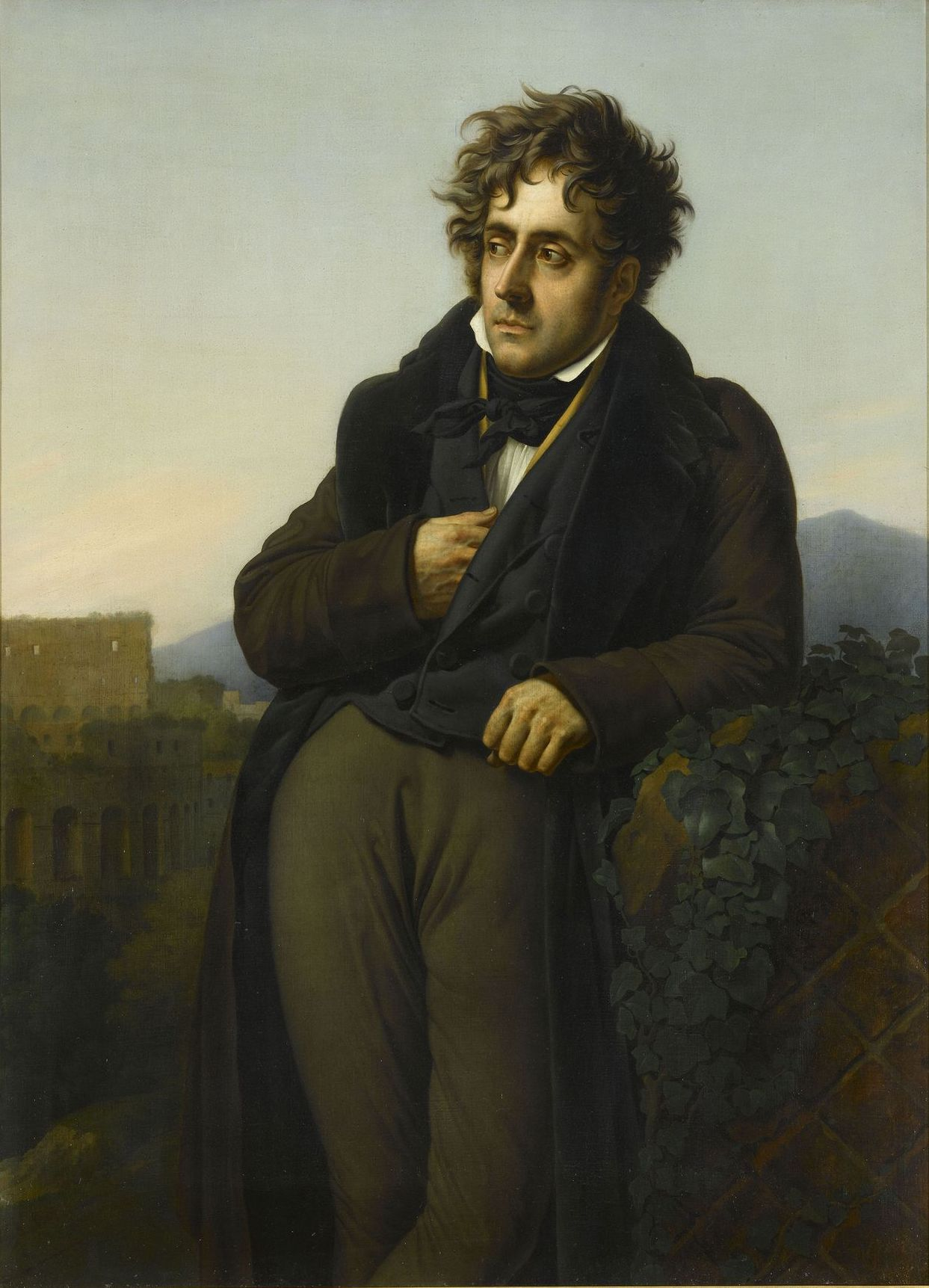
Retrato de François-René de Chateaubriand (inícios do século XIX).

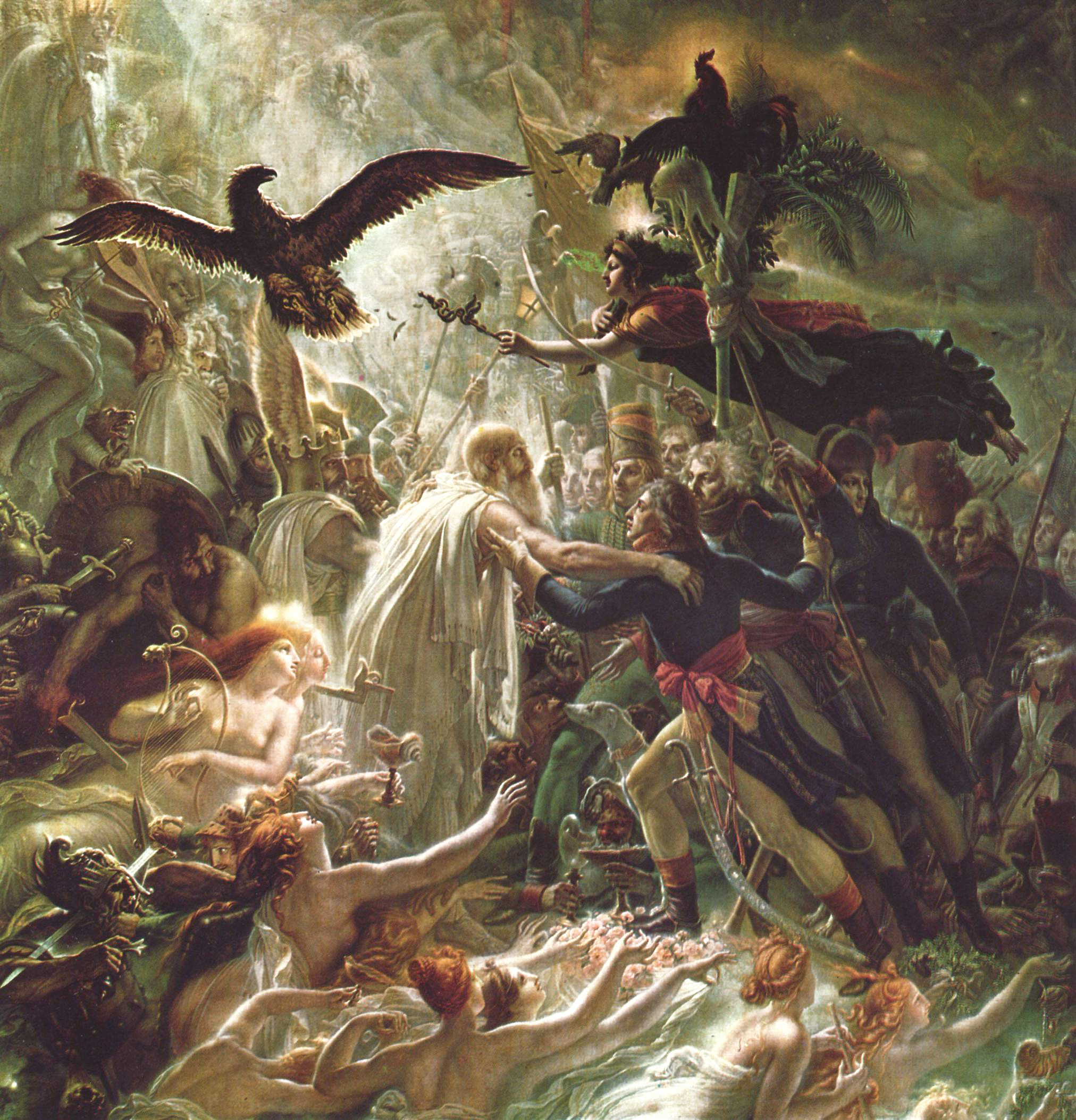
Apoteose dos soldados franceses caídos na guerra (inícios do século XIX).

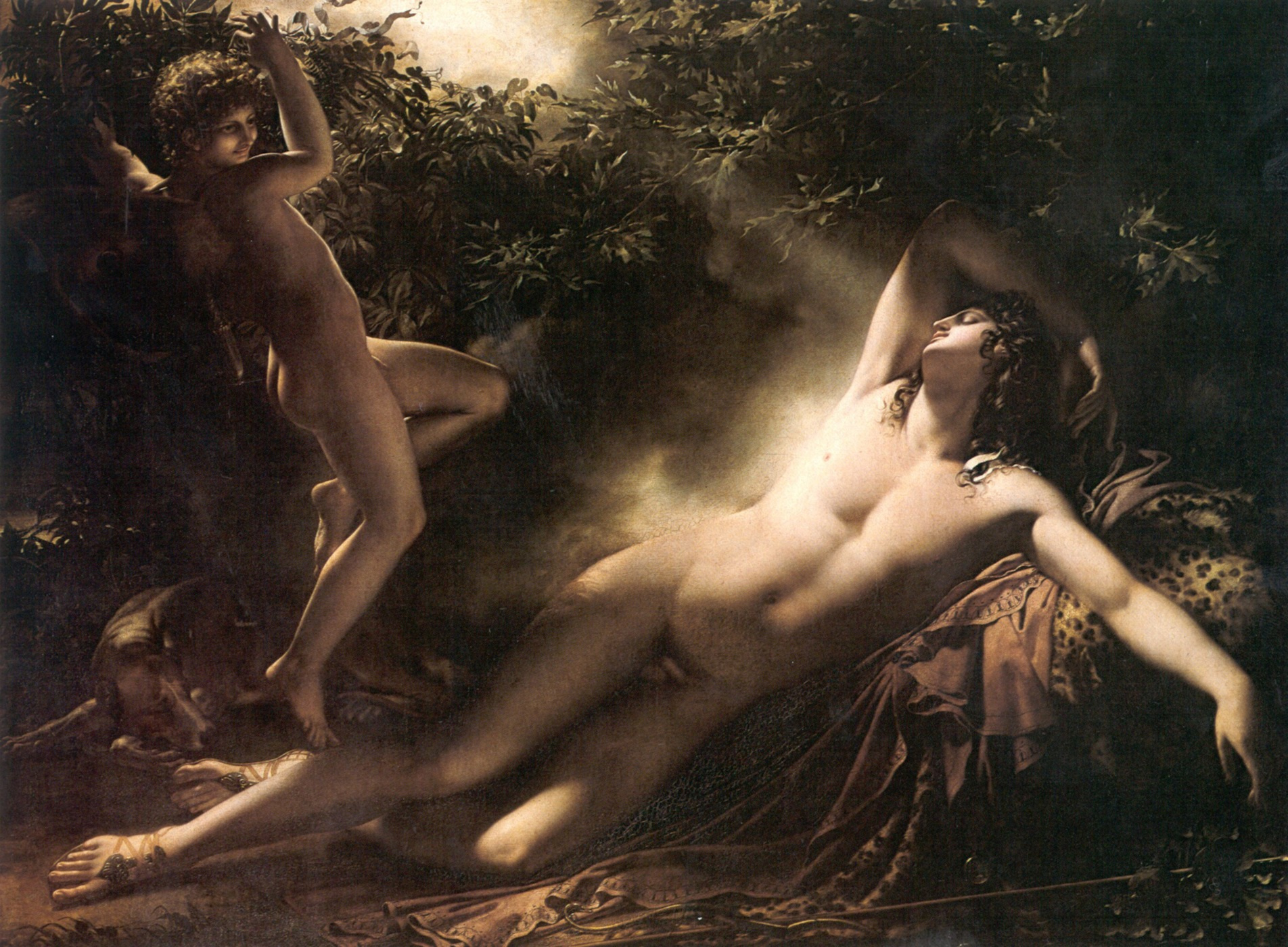
Le Sommeil d'Endymion.

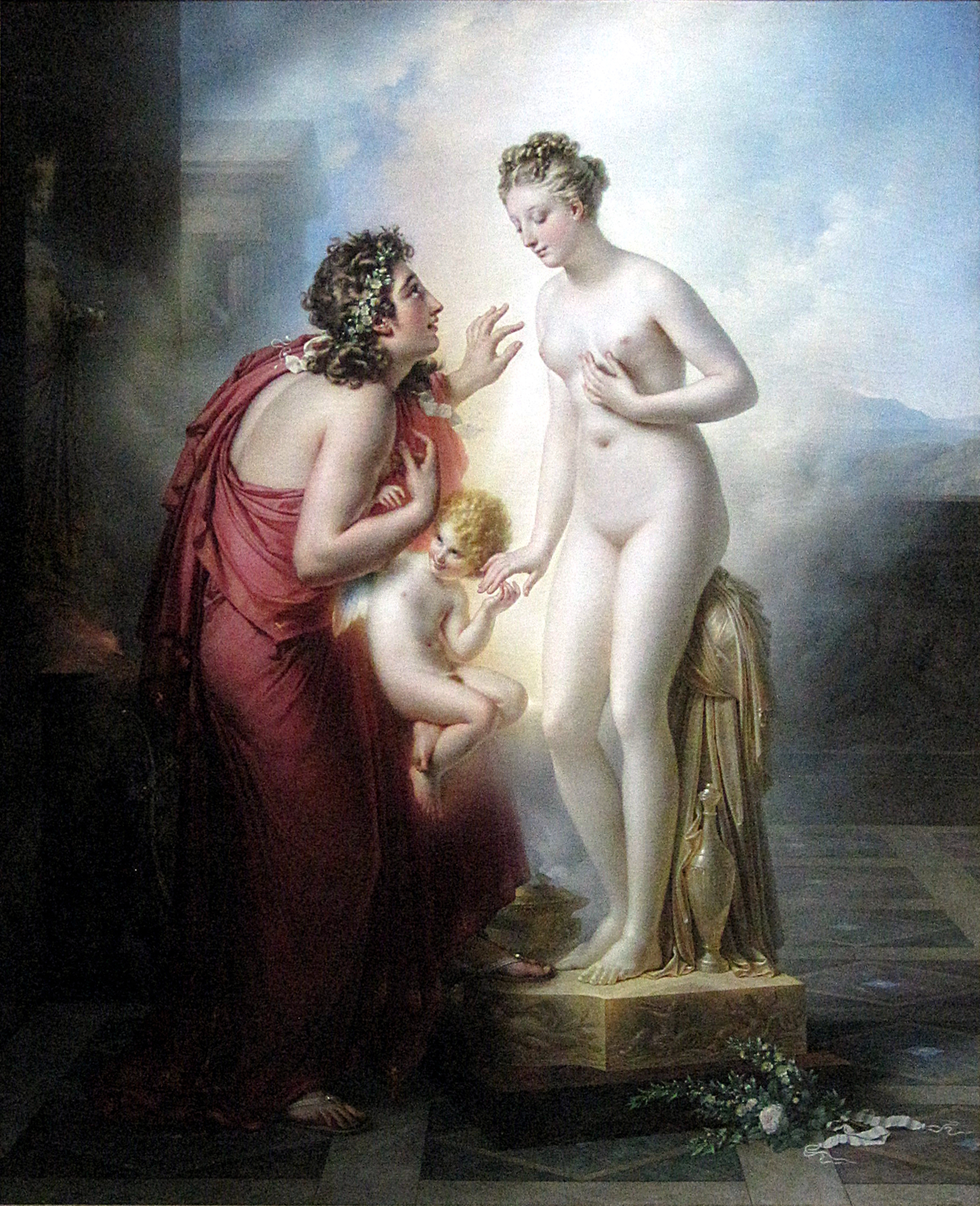
Pygmalion et Galatée.

Em 1789, com apenas 22 anos de idade, viu uma das suas obras, Joseph, reconnu par ses frères, vencer a competição denominada Prix de Rome. Entre os autores preteridos estava François Gérard. Essa proeza fez de Girodet-Trioson uma celebridade nos meios intelectuais parisienses e permitiu-lhe partir para Itália para aí continuar a sua formação artística.
Entre 1789 e 1793 viveu em Itália, escapando assim à parte mais turbulenta da Revolução Francesa. Em Roma compôs a sua obra denominada Hippocrate refusant les presents d'Artaxerxes e Endymion-dormant, esta última actualmente no Museu do Louvre. Estes trabalhos foram saudados com entusiasmo no Salon de 1792.

### A carreira em França
Depois de ter regressado a França, dedicou-se, entre outros géneros, à pintura de retratos. Entre os retratados encontram-se vários membros da família de Napoleão Bonaparte.
Quando regressou a Paris, os "Poems of Ossian", que agora dominavam o panorama literário, tiveram uma grande influência sobre Girodet. Chegou a tentar, sem grande sucesso, compor poesia.
Em 1806, expôs a obra Scène de déluge, hoje no Museu do Louvre, a qual recebeu o prémio da melhor obra da década. Entre as obras preteridas estava a composição Sabines do seu mestre Jacques-Louis David.
Este sucesso foi seguido em 1808 pelas obras "Reddition de Vienne" e "Atala au Tombeau", este último um trabalho que viria a merecer uma imensa popularidade graças à feliz escolha de assunto e à ausência da teatralidade exagerada que marca muitas das obras de Girodet. Esse exagero de teatralidade reaparece, contudo, na obra "La Révolte du Caire" (1810).
O seu hábito de trabalhar à noite e outros excessos, começaram a abalar a sua saúde e criatividade. No Salon de 1812 ele apenas apresentou a obra Tête de Vierge e em 1819 Pygmalion et Galatée, obra que mostra algum declínio no seu traço.
Nos seus últimos tempos de vida produziu os retratos de Jacques Cathelineau e Charles-Melchior Arthus de Bonchamps (1824).
Girodet executou também um grande número de ilustrações, entre as quais as destinadas à edição da obra de Virgílio, editada pelo impressor parisiense Pierre Didot, saída a público em 1799 e da obra Le Louvre de Jean Racine (1801-1805). Uma colectânea de 54 desenhos de Girodet, sobre temas de Anacreonte, foram gravadas postumamente por M. Châtillon.
Girodet faleceu em Paris em 9 de dezembro de 1824. Após a sua morte foi realizado um leilão do seu espólio, no qual algumas das suas obras atingiram preços muito elevados, excepcionais para a época.
Girodet era membro da Académie Royale de Peinture et de Sculpture, depois integrada no Institut de France, aquando da extinção em Agosto de 1793 das academias pela Convention Nationale. Foi feito cavaleiro da Ordem de Saint-Michel e oficial da Légion d'Honneur.
Girodet também se interessou, embora sem grande sucesso, pela poesia. O seu poema Le Peintre e um ensaio intitulado Le Genie et La Grâce, foram publicados após a sua (1829), acompanhados de uma notícia biográfica da autoria do seu amigo Philippe Coupin de la Couperie. Étienne-Jean Delécluze, na sua obra Louis David et son temps, inclui também uma breve biografia de Girodet.

## Obras
Girodot-Trioson foi um pintor prolífico deixando uma vasta obra. Entre as suas pinturas em colecção visitáveis pelo público encontram-se as seguintes:
- No Louvre : 
  - Scène du Déluge, 1810
  - Someil d'Endymion, 1792
  - Atala au Tombeau, 1808
- Em Versailles:
  - Portrait de J. B. Belley, deputé de San Domingo, 1796
  - Napoléon recevant les clefs de Vienne, 1808.
  - La révolte du Caire, 1810.

## References
- Francis Lieber et al., Encyclopædia Americana, Mussey & Co., 1851
- George Long, The Supplement to the Penny Cyclopædia of the Society for the Diffusion of Useful Knowledge, London, 1851
- Jean-Claude Polet, Patrimoine littéraire européen, De Boeck Université, 730 pp., 1992 (ISBN 2-8041-1526-7).
- Johann Georg Heck, Iconographic Encyclopaedia of Science, D. Appleton and Company, London, 1860.